# Pascoea idae
Pascoea idae är en skalbaggsart som beskrevs av White 1855. Pascoea idae ingår i släktet Pascoea och familjen långhorningar. Inga underarter finns listade i Catalogue of Life.